# میان‌آباد ملک
میان‌آباد ملک، روستایی از توابع بخش بهاران شهرستان گرگان در استان گلستان ایران است.

## جمعیت
این روستا در دهستان قرق قرار دارد و براساس سرشماری مرکز آمار ایران در سال ۱۳۸۵، جمعیت آن ۷۶۱ نفر (۱۸۵خانوار) بوده‌است.